# 1573
Відродження • Реформація • Доба великих географічних відкриттів • Ганза • Річ Посполита •  Нідерландська революція • Релігійні війни у Франції

## Геополітична ситуація
Османську державу очолює Селім II (до 1574). Імператором Священної Римської імперії є Максиміліан II Габсбург (до 1576). У Франції королює Карл IX Валуа (до 1576).
Апеннінський півострів за винятком Папської області та Венеційської республіки належить Священній Римській імперії.
Королем Іспанії та правителем Нижніх земель є Філіп II Розсудливий (до 1598). В Португалії королює Себаштіан I Бажаний (до 1578). Королевою Англії є Єлизавета I (до 1603). Король Данії та Норвегії — Фредерік II (до 1588). Король Швеції — Юхан III (до 1592). Королем Богемії є імператор Максиміліан II Габсбург (до 1575), королем Угорщини — Рудольф II (до 1608).
Королем Речі Посполитої, якій належать українські землі, обрано Генріха Валуа.
У Московії править Іван IV Грозний (до 1575). На заході євразійських степів існують Кримське ханство, Ногайська орда. Єгиптом володіють турки. Шахом Ірану є сефевід Тахмасп I.
У Китаї править династія Мін. Значними державами Індостану є Імперія Великих Моголів, Біджапурський султанат, Віджаянагара. У Японії розпочався період Адзуті-Момояма.
Триває підкорення Америки європейцями. На завойованих землях існують віцекоролівства Нова Іспанія та Нова Кастилія. Португальці освоюють Бразилію.

## Події

### В Україні
- У лютому розпочала свою роботу друкарня Івана Федорова у Львові
- Похід флотилії Самійла Кішки в Чорне море до гирла Дунаю.
- Письмова згадка про Васильківці (Гусятинський район).

### У світі
- Річ Посполита:

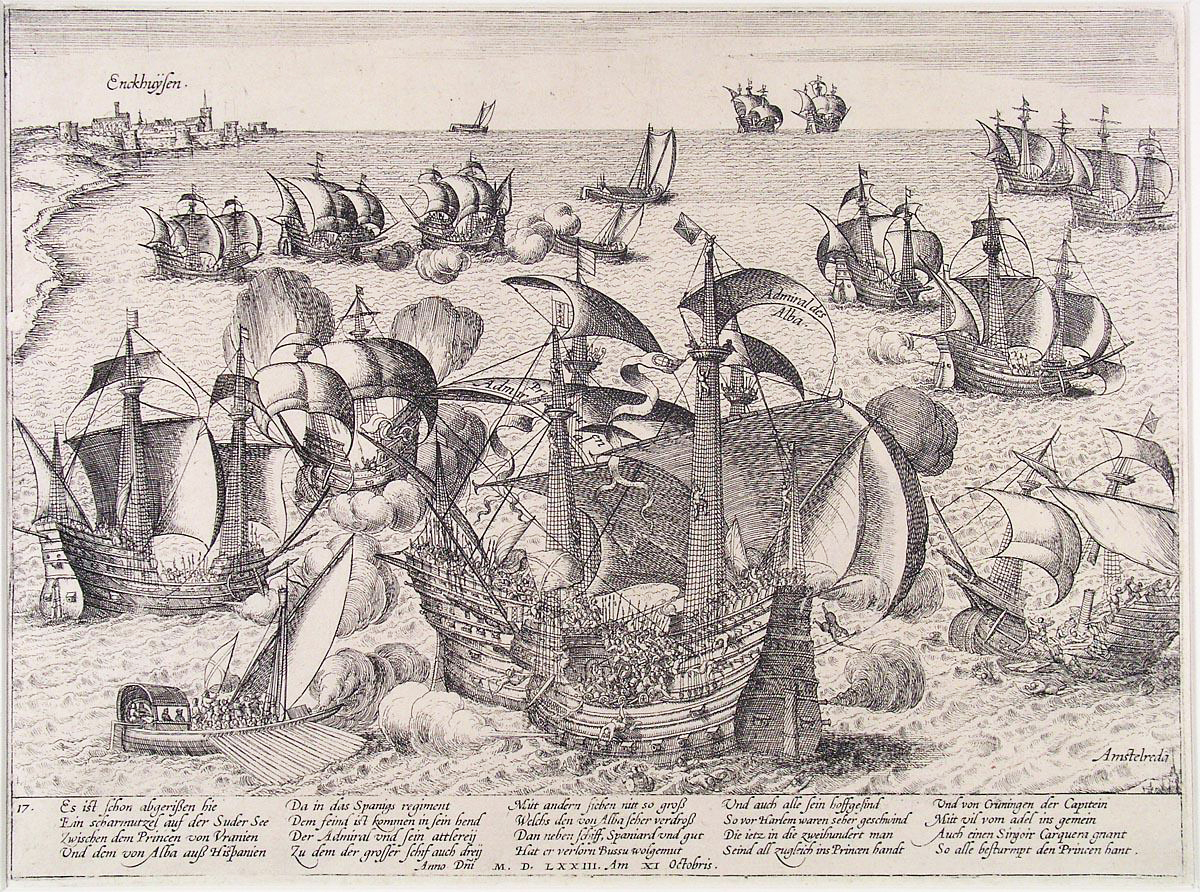
Битва в Зейдерзе.

  - У січні укладено Варшавську конфедерацію, що проголошувала свободу віросповідання.
  - У травні королем обрано Генріха Валуа.
- На території сучасних Словенії та Хорватії спалахнуло й зазнало поразки селянське повстання під проводом Матії Губеця.
- У Нідерландах
  - герцог Альба взяв Гарлем, але зазнав невдачі під Алкмаром і під кінець року пішов у відставку.
  - Морські гези (голодранці) розбили іспанський флот у Зейдерзе.
- У Франції Булонський едикт короля Карла IX надав певні свободи гугенотам, чим завершилася четверта гугенотська війна.
- Венеціанська республіка та Османська Туреччина підписали мир, за яким Венеція поступалася Кіпром.
- Японія:
  - 25 січня відбулася битва при Мікатаґахарі, в якій Такеда Сінґен розгромив сили Токуґави Іеясу.
  - 26 липня японський військовик Ода Нобунаґа вигнав з Кіото сьоґуна Асікаґу Йосіакі. Сьоґунат Муроматі ліквідовано. Період Муроматі завершився.
- Іспанці почали торгувати з Китаєм через Філіппіни сріблом, видобутим у Латинській Америці.
- Акбар Великий захопив Гуджарат.
- На території сучасної Аргентини засновано міста Кордоба та Санта-Фе.

## Народились
Докладніше: Народилися 1573 року
- 10 січня — Сімон Маріус, німецький астроном
- 28 вересня — Мікеланджело да Караваджо (Мерізі), італійський художник

## Померли
Докладніше: Померли 1573 року
- Джакомо да Віньола
- Матія Губец
- Малюта Скуратов